# Road to Germany
Camino a Alemania es el tercer episodio de la séptima temporada de la serie Padre de familia y el cuarto episodio Road Movie de la serie.
El episodio está escrito por Patrick Meighan y dirigido por Greg Colton, el cual es su primer Road to... que dirige tras reemplazar a Dan Povenmire.

## Argumento
Mientras los vecinos están viendo la gala de los Oscar en casa de los Griffin a Mort Goldman le urge ir al lavabo enseguida pero está ocupado, desesperado por no poder aguantarse más entra en la habitación de Stewie donde ve lo que parece ser un váter portátil. El "váter" resulta ser una máquina del tiempo y Mort es enviado al pasado a una fecha desconocida. Lamentablemente, no puede volver al presente por sí solo. Por otra parte, Peter y Lois se preocupan porque Mort está tardando demasiado, Brian sube y entra en la habitación de Stewie, quien le dice que Mort a retrocedido en el tiempo y sugiere ir en su búsqueda. Al meterse dentro, llegan a Varsovia donde al final, Goldman es localizado en una sinagoga donde sus padres se van a casar. En el cartel de la boda, Brian lee la fecha: 1 de septiembre de 1939, a Brian esa fecha le dice algo pero no consigue recordarlo hasta que de pronto la ceremonia se ve interrumpida por la invasión nazi a Polonia.
Los tres intentan regresar al presente del que partieron pero la máquina está rota y deciden ir a Inglaterra para arreglarla, pero no lo tendrán fácil, las SS les pisan los talones y empieza una persecución en moto seguido de una elaborada persecución por debajo del mar en un U-boot robado por ellos. Finalmente llegan a Inglaterra sanos y salvos y activan la máquina, lamentablemente no funciona, Stewie descubre que están faltos de uranio -combustible indispensable para el funcionamiento de la máquina- los tres descubren que hay una base militar secreta donde trabajan con material nuclear, pero deben volver a Alemania. Para volver, se unen a la Royal Air Force y participan en un combate aéreo contra la Luftwaffe, finalmente llegan a Berlín.
Al llegar a la base militar, Stewie se disfraza de Hitler y consigue obtener el uranio sin levantar sospechas, pero cuando van a salir del edificio se encuentran con el führer, quien ordena sus ejecuciones por suplantación de su identidad. Hitler reflexiona un momento y decide perdonarles la vida si Brian y Stewie interpretan una melodía, pero cuando están a punto de ponerse a bailar y cantar, son interrumpidos por Mort, quien de malos modos les ordena que se metan en la máquina.
El trío vuelve al presente desde el mismo lugar del que partieron, la habitación de Stewie con la diferencia de que han llegado 30 segundos antes de que el Mort original entre en la máquina. Para evitar que vuelvan a sucederse los eventos, Stewie decide matar al "otro yo" de Goldman y destruye la máquina. Finalmente, el Mort, que tan desesperado estaba por entrar al lavabo, entra en la habitación de Stewie pero el "vater" no está y se caga encima.

## Producción
Tras leer el guion en voz alta, el productor ejecutivo David Goodman, de religión judaica, comentó, "Me van a tirar de mi templo".
Este es el segundo episodio en el que Brian viaja al pasado tras Meet the Quagmires, en el caso de Stewie, se trata del tercero después de Mind Over Murder y Stewie Griffin: The Untold Story. Es el primer episodio Road to... no dirigido por Dan Povenmire, quien abandonó la serie para crear Phineas y Ferb, serie de Disney Channel. A diferencia de los anteriores episodios, este no tiene números musicales. Brian y Stewie estuvieron a punto de cantar pero fueron interrumpidos por Mort Goldman.